# Fauteuil
 (juin 2022).
Si vous disposez d'ouvrages ou d'articles de référence ou si vous connaissez des sites web de qualité traitant du thème abordé ici, merci de compléter l'article en donnant les références utiles à sa vérifiabilité et en les liant à la section « Notes et références ».

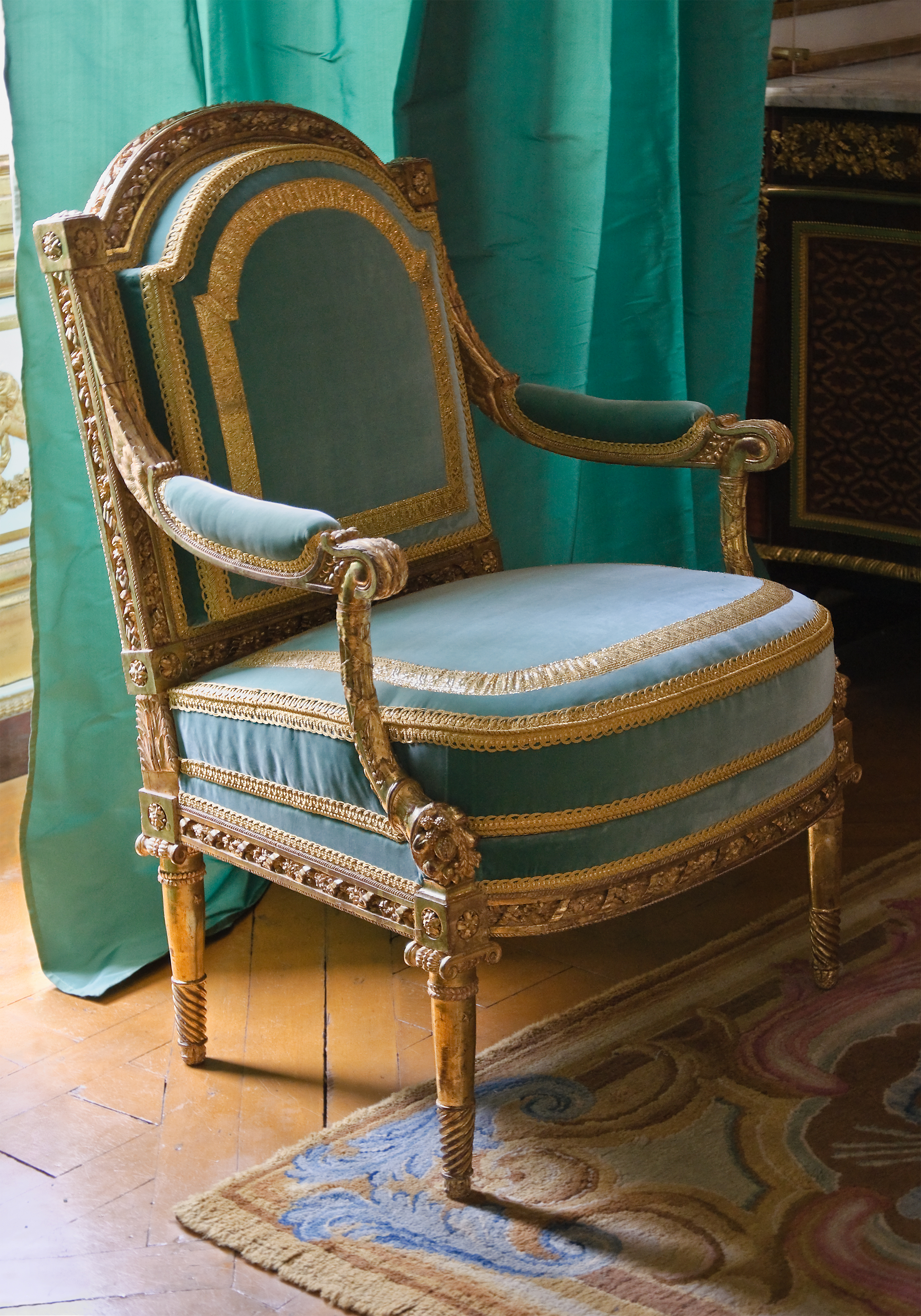
Fauteuil à la Reine d'époque Louis XVI réalisé par Georges Jacob (1739-1814) pour le Cabinet doré de Marie-Antoinette, petit appartement de la reine, château de Versailles.

Un fauteuil est un siège à dossier, comportant des accotoirs communément (par abus de langage) appelés accoudoirs.

## Description
Un fauteuil comporte :
- Un piètement : généralement composé de quatre pieds, parfois renforcé par une entretoise ;
- Une assise : la profondeur d'assise d'un fauteuil est comprise entre 50 et 55 cm ;
- Un dossier ;
- Des accotoirs (bras) : qui peuvent être ajourés ou garnis, comportant ou non des manchettes. L'espace entre celles-ci est de plus ou moins 55 cm et se trouve à une hauteur de 60 cm du sol.

## Fabrication
Un fauteuil est traditionnellement fabriqué ou restauré de manière artisanale par un tapissier garnisseur. Il existe également des copies industrielles ; celles-ci utilisent souvent des mousses synthétiques comme garniture, contrairement aux fauteuils traditionnels normalement réalisés avec du crin et des ressorts. Il existe également des fauteuils de massage électriques.

## Histoire
Dérivé de son ancêtre de la Renaissance appelé caquetoire, chaise (ou chaire) à bras ou faudesteuil, ce n'est qu'en 1636 que le terme « fauteuil » entre dans le vocabulaire. À la cour, le choix des sièges suit un ordre hiérarchique : le fauteuil est réservé au roi et aux hôtes de marque prestigieux, la chaise ou tabouret rehaussé aux princes du sang et hôtes de marque, le tabouret et le pliant aux princesses de haut rang, ducs et pairs et hauts fonctionnaires, le carreau (coussin plat et carré, posé à même le sol) aux courtisanes les moins titrées (ornés de galons d'or pour les femmes de la noblesse, de soie pour les bourgeoises).
Le fauteuil Louis XIII (1610-1643) est un fauteuil à dossier bas pour le travail ou les repas, tandis que le fauteuil de repos a un dossier plus haut et légèrement renversé vers l'arrière. Il est plus confortable qu'une chaise grâce à l'apparition des pelotes de crin recouvertes de tissu, de tapisseries ou de cuir. Le piètement est généralement en bois tourné, en chapelet ou en colonne spiralée, le tout renforcé par une entretoise en H. Les accotoirs sont droits et plats; ils comportent parfois des manchettes rembourrées.
Le fauteuil Louis XIV (1661-1715) présente un dossier plus haut et plus renversé vers l'arrière. L'assise s'élargit et s'approfondit. Le piétement est plus sculpté, la forme en os de mouton a beaucoup de succès. L'entretoise toujours nécessaire à cette époque passe progressivement d'une forme en H a une forme en X. L'accotoir est plus ondulé et dépasse la console qui le supporte. La console d'accotoir est dans le prolongement du pied. Il comprend parfois des manchettes.
Le fauteuil Régence (1715-1723) gagne en confort et en finesse dans la sculpture du bois. Les tissus sont moins chargés. Le dossier est plus bas et le haut s'arrondit, mais sa forme reste droite. La traverse d'assise est sculptée d'un motif symétrique ; on y voit souvent une coquille. Les pieds se cambrent légèrement et l'entretoise disparaît progressivement, annonçant le style Louis XV. Les accoudoirs sont attachés plus bas sur le dossier, ils sont plus espacés à cause de la mode des robes à panier. Les supports d'accotoir reculent, ils ne sont plus systématiquement dans le prolongement des pieds avant.

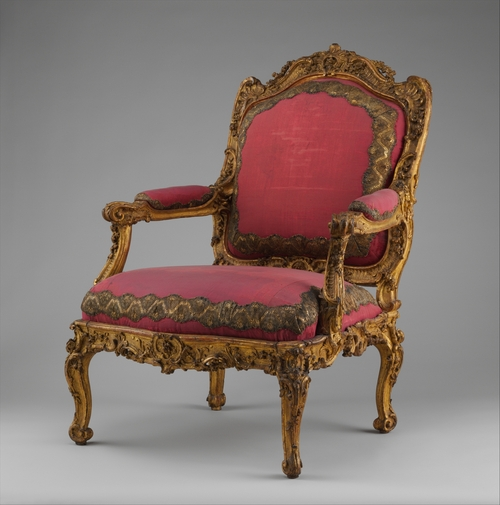
Fauteuil à la Reine d'époque Louis XV, par Nicolas-Quinibert Foliot.

Le fauteuil Louis XV (1723-1774), les formes se multiplient avec l'apparition des bergères, marquises, cabriolets et duchesses. Le fauteuil est encore plus confortable grâce à l'apparition du dossier concave. Les accotoirs reculent encore, toujours à cause des robes à panier. Les pieds et les traverses comportent de fines moulures et des sculptures asymétriques de plus en plus variées, dans le style rocaille ou en forme de fleurs naturelles. Le pied est bien cambré. On commence à peindre les meubles dans des tons clairs (bleu, blanc, vert clair).
Le Transition (1755-1775) est un fauteuil qui perd de sa sinuosité. Soit les pieds sont droits et le dossier courbe et concave, soit le dossier est carré ou en médaillon et les pieds cambrés. Le Louis XVI (1774-1785) est un fauteuil possédant des lignes droites et géométriques. Des dés de raccordement aux angles de l'assise accentuent l'aspect classique du style. Les ornements sont nombreux et finement travaillés. Les motifs sont inspirés de l'Antiquité (cannelures, denticules, feuilles d’acanthe, triglyphes, etc), d'éléments végétaux (fleurs, feuillages, pommes de pin, etc.) et d'autres éléments décoratifs (rubans, cordelettes, perles, festons, etc.) Les accotoirs comportent des manchettes et se raccordent au dossier par une courbe. Les supports d'accotoir sont incurvés. Caractérisant le style, les pieds sont toujours droits, souvent fuselés et cannelés. De nouvelles formes sont créées pendant cette période : fauteuils à « dossier de plan droit », à « dossier en médaillon » ou encore à « dossier en montgolfière ».

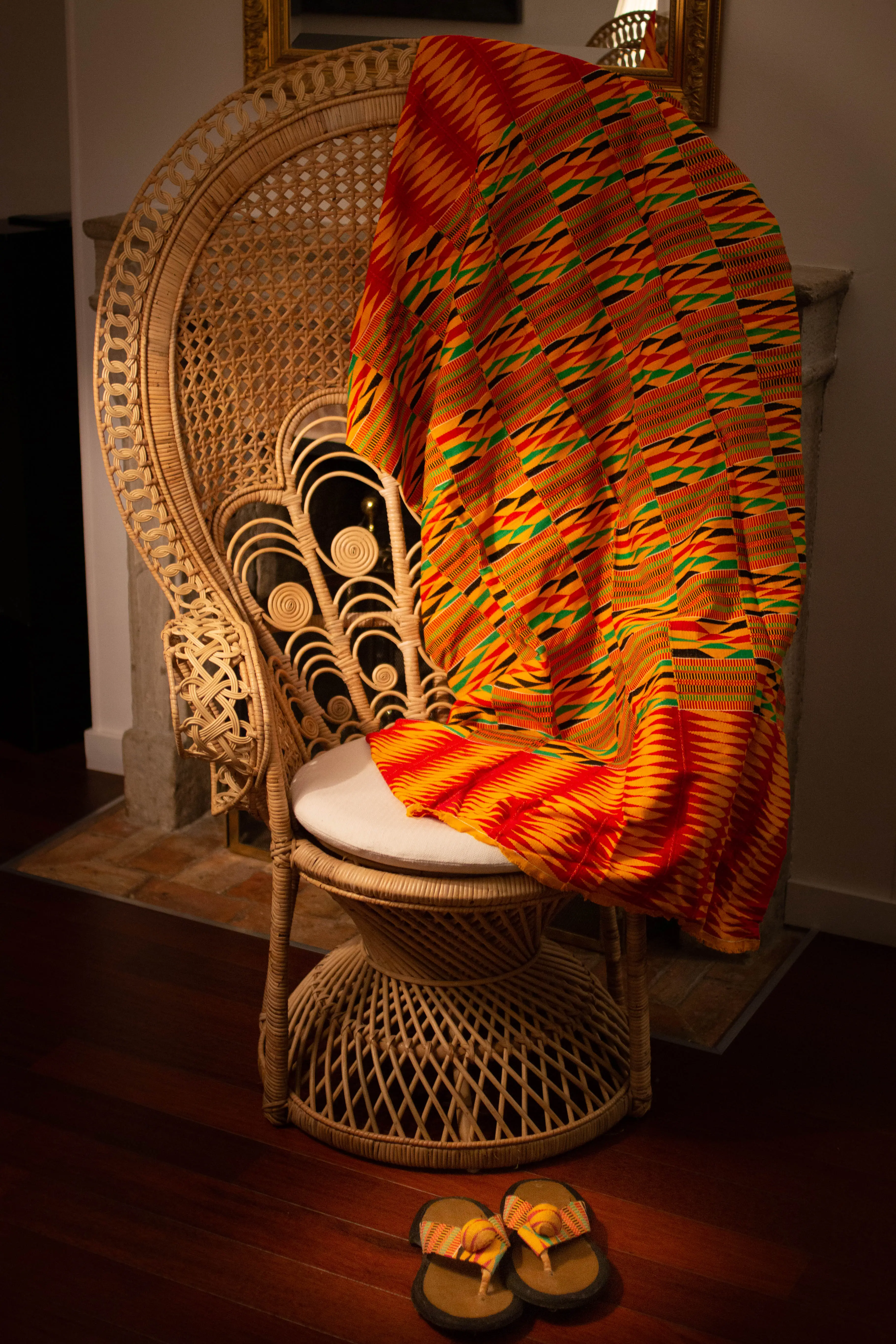
Fauteuil en rotin recouvert d'un tissu en kente du Ghana

Le fauteuil en rotin Emmanuelle (Queue de paon ou Peacock en anglais) est un fauteuil fabriqué en rotin qui a été popularisé en France grâce au film érotique Emmanuelle. Ses origines font débats depuis de nombreuses années. Les uns lui attribuant des origines africaines alors que les autres pensent que ce fauteuil trouve ses origines en Asie. Ce fauteuil est devenu un symbole culturel pour la communauté afro-américaine dans les années 60. Ce fauteuil en rotin retrouve un regain d'intérêt ces dernières années. Il est notamment très populaire dans les mariages et utilisé comme trône des mariés.

## Galerie de photographies

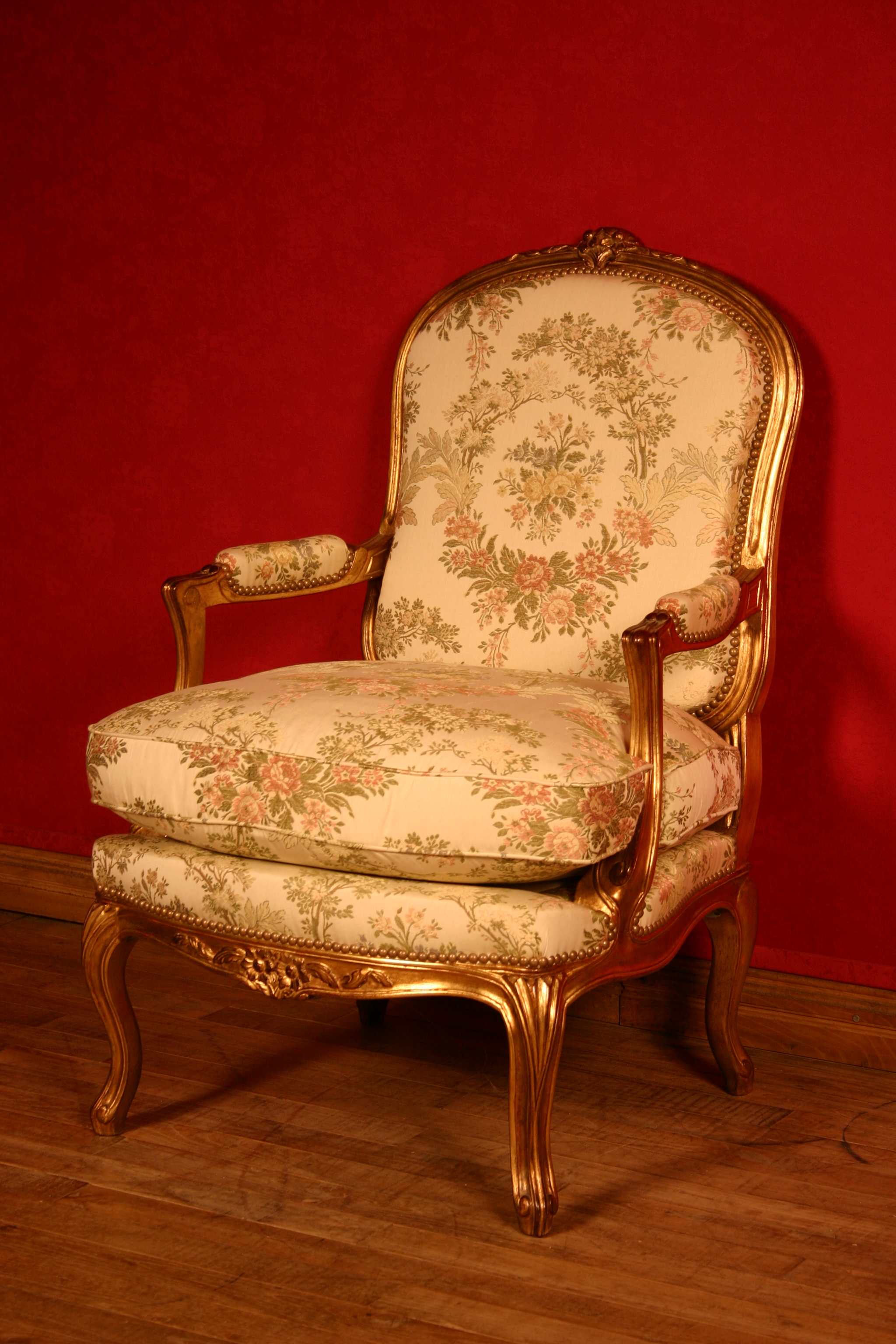
Fauteuil à la Reine garni d'un coussin réalisé par les Ateliers Allot Frères.
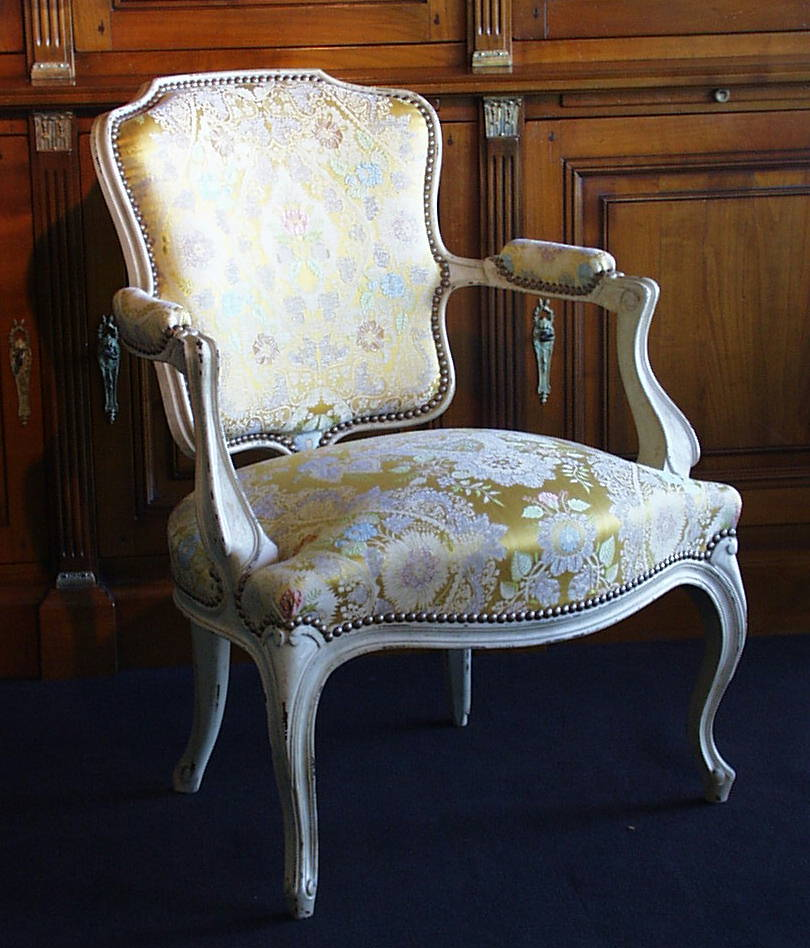
Fauteuil en cabriolet réalisé par les Ateliers Allot Frères.
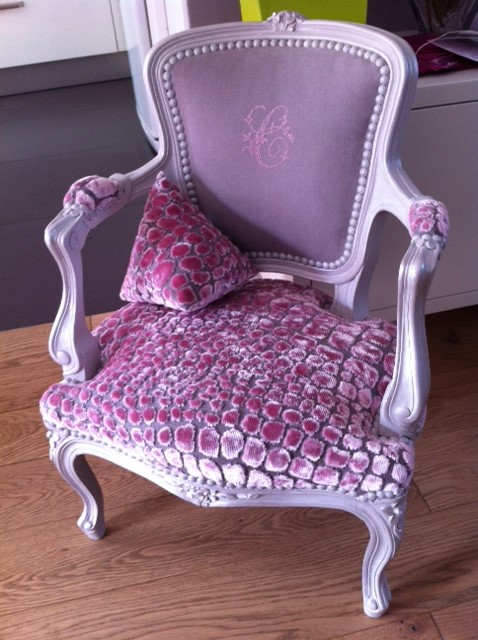
Fauteuil Louis XV pour enfant réalisé par Blandine Le Mené, Nantes, France.
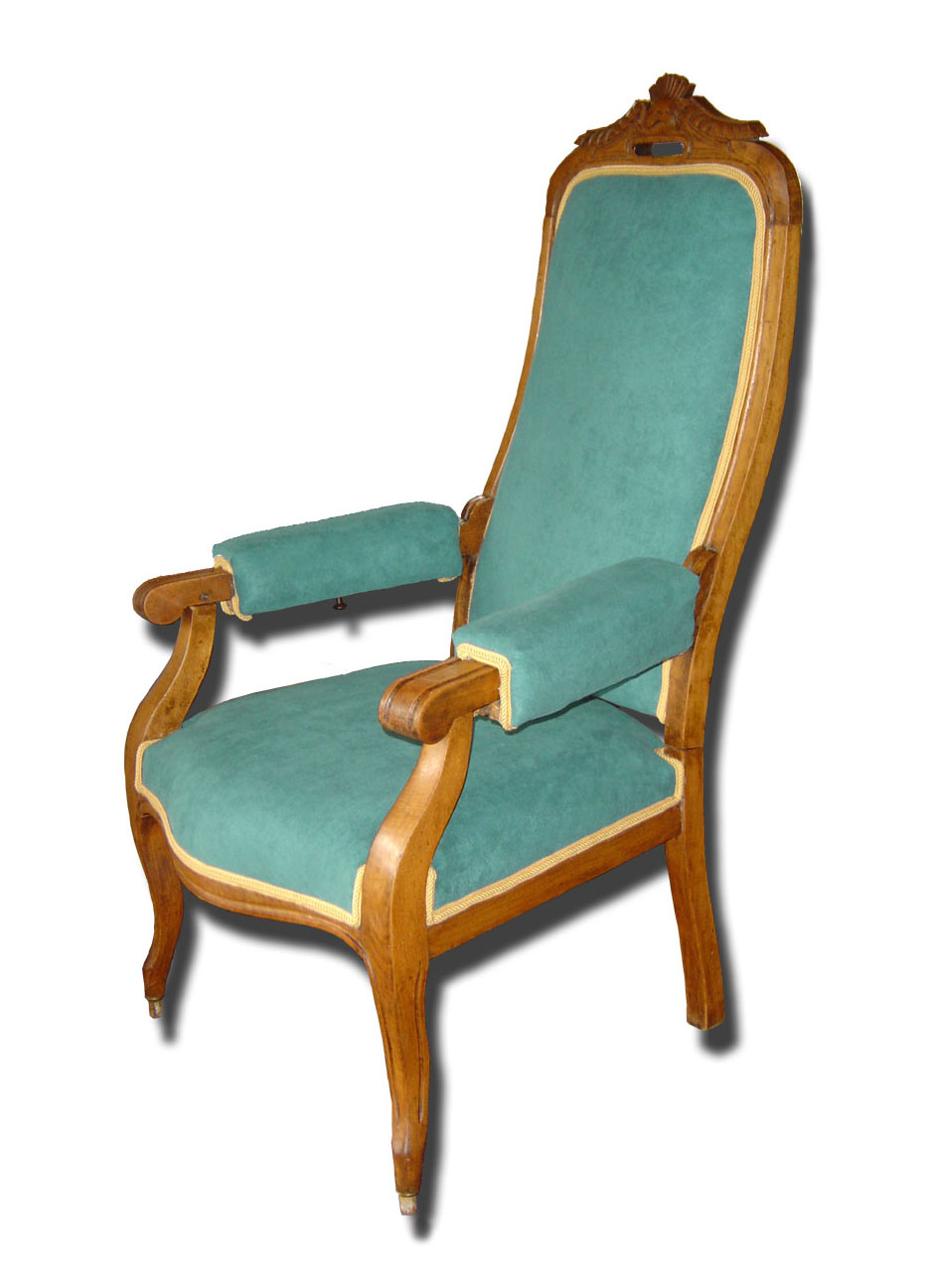
Fauteuil Voltaire.
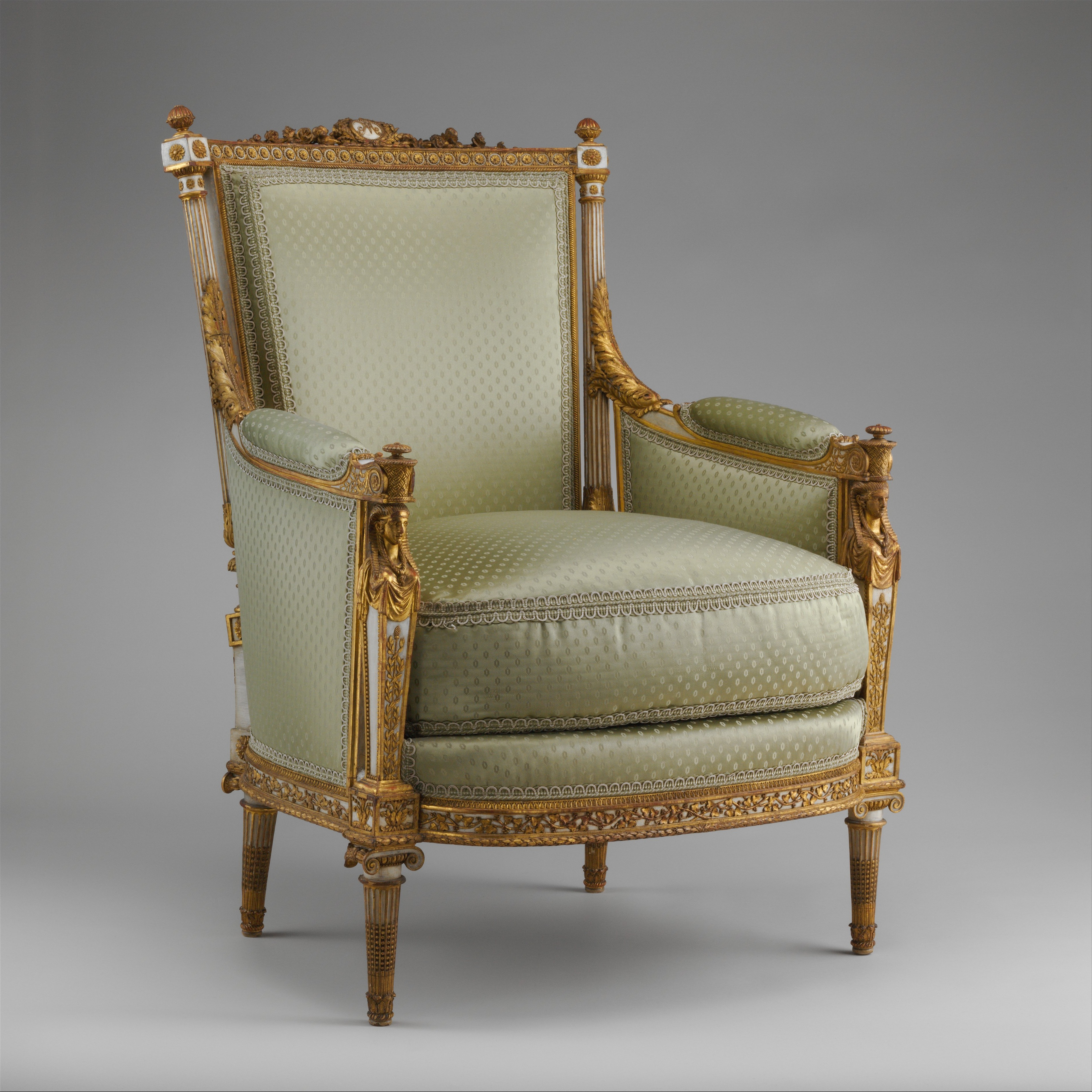
Bergère.
Marquise.
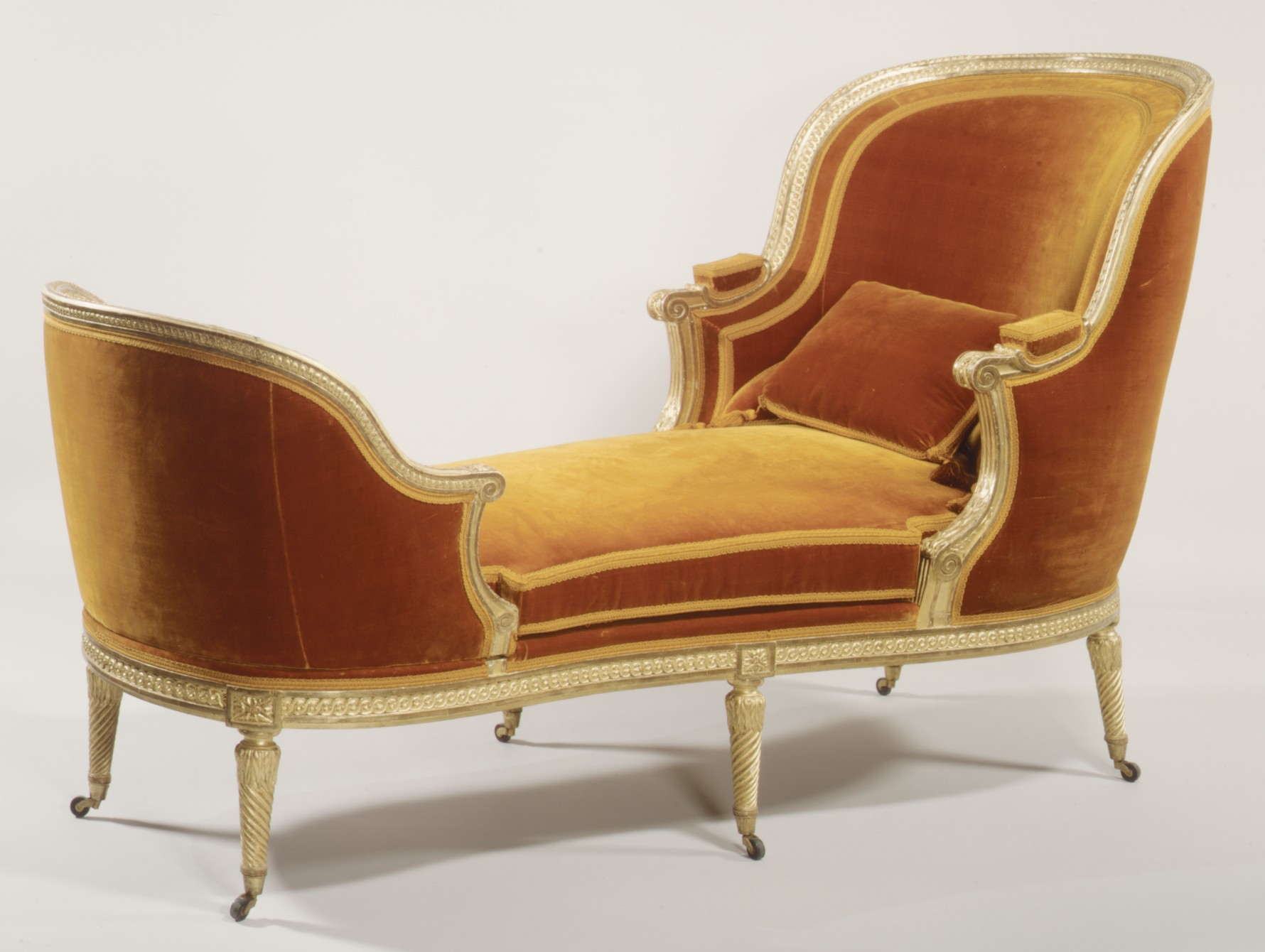
Duchesse.
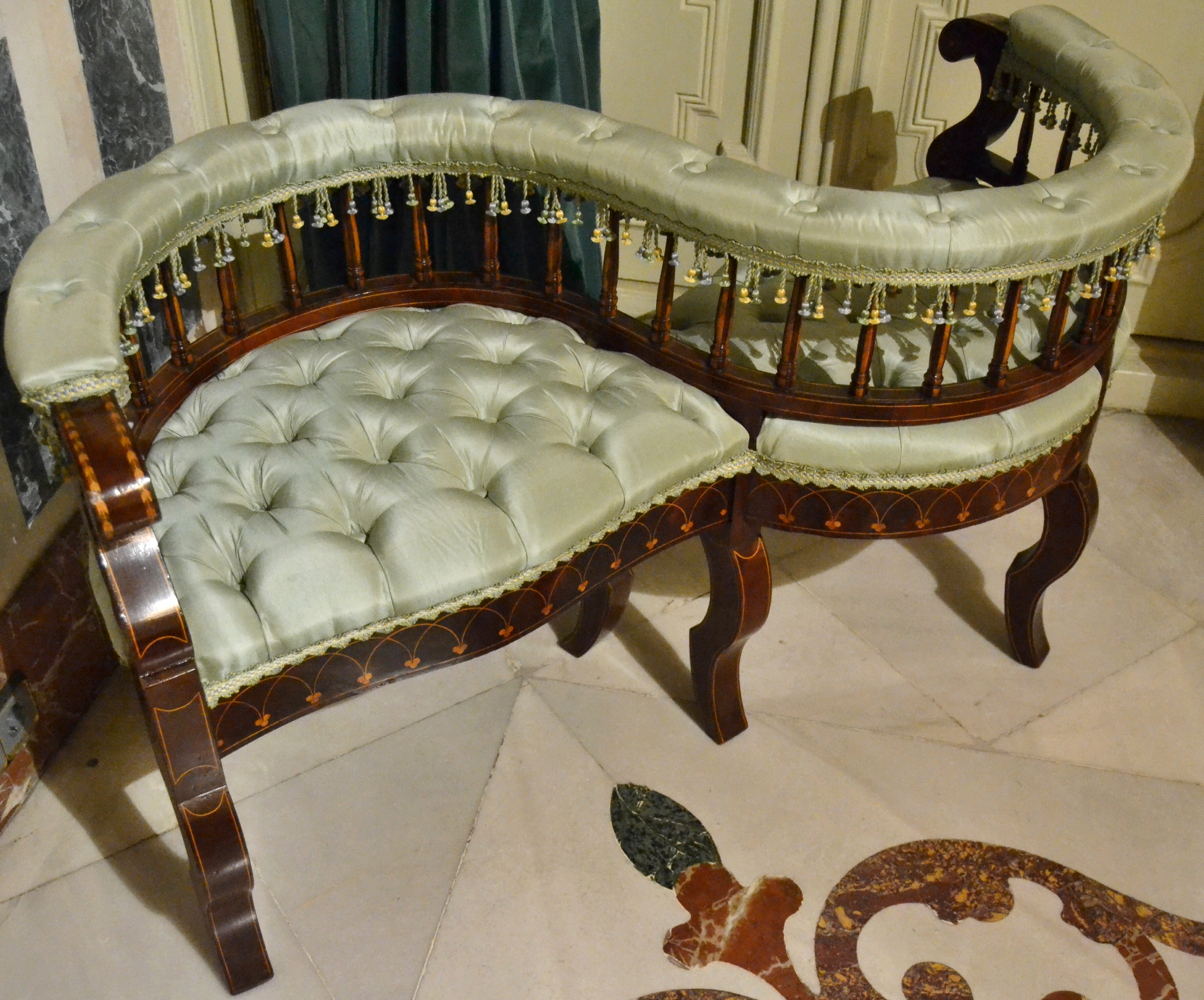
Confident.
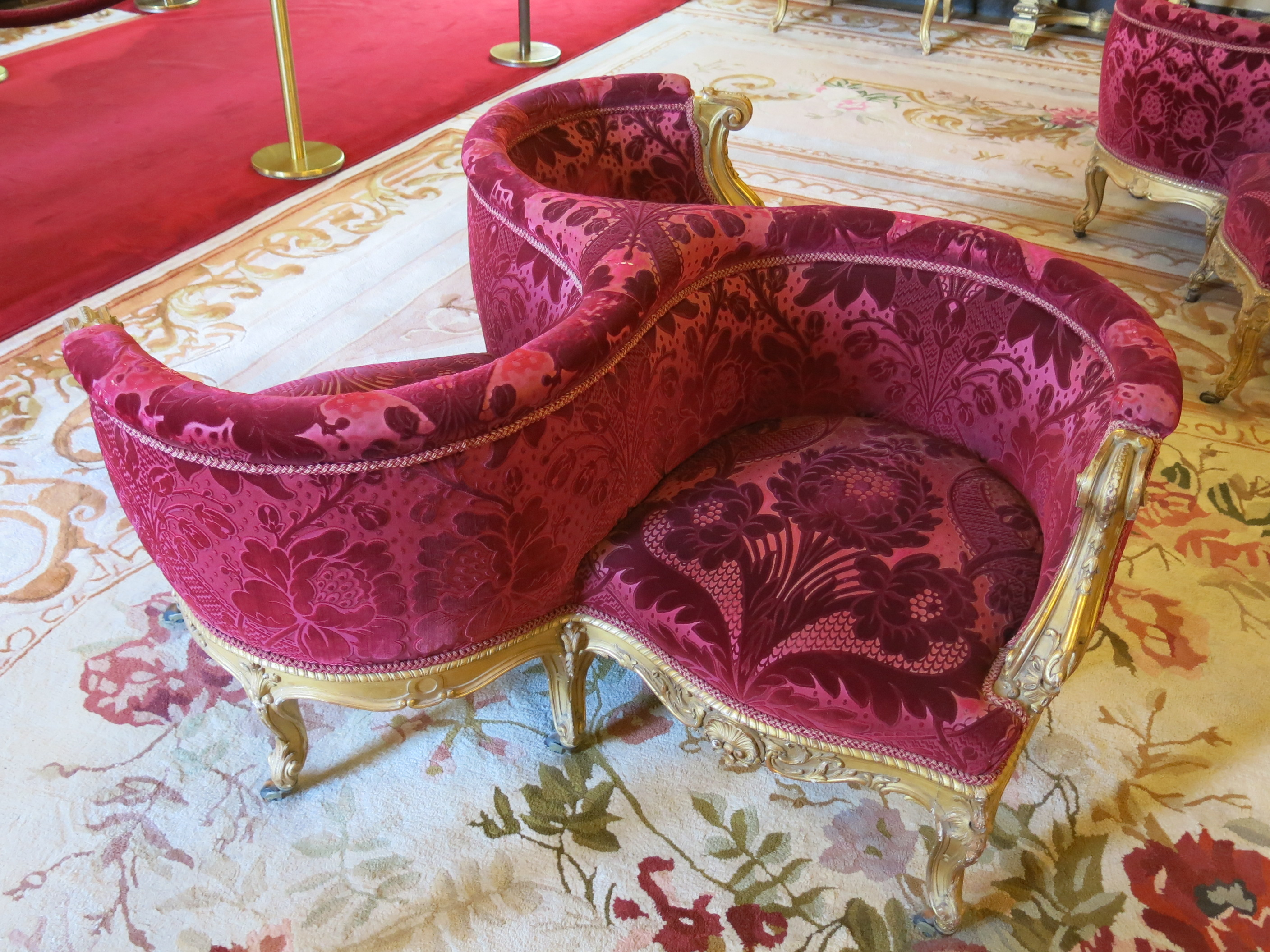
Indiscret.
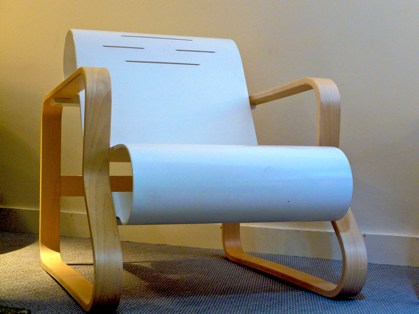
Fauteuil Paimio.

## Types
- Bergère
  - Bergère à oreilles
  - Bergère à gondole
  - Bergère Marie-Antoinette
  - Bergère à lambrequin
  - Bergère montgolfière ou Pompadour
- Bridge
- Chauffeuse
- Chesterfield
- Confident
- Crapaud
- Davis
- Duchesse et Duchesse brisée
- Fauteuil en cabriolet
- Fauteuil club
- Fauteuil inclinable
- Fauteuil Jacob
- Fauteuil à médaillon
- Fauteuil Médicis
- Fauteuil Poteau
- Fauteuil à la Reine
- Fauteuil Gede
- Fauteuil roulant
- Indiscret
- Marquise
- Méridienne
- Récamier
- Voltaire
- William
- Windsor
- Fauteuil en rotin

## Exceptions
La chaise Bleue de la promenade des anglais à Nice est un fauteuil.

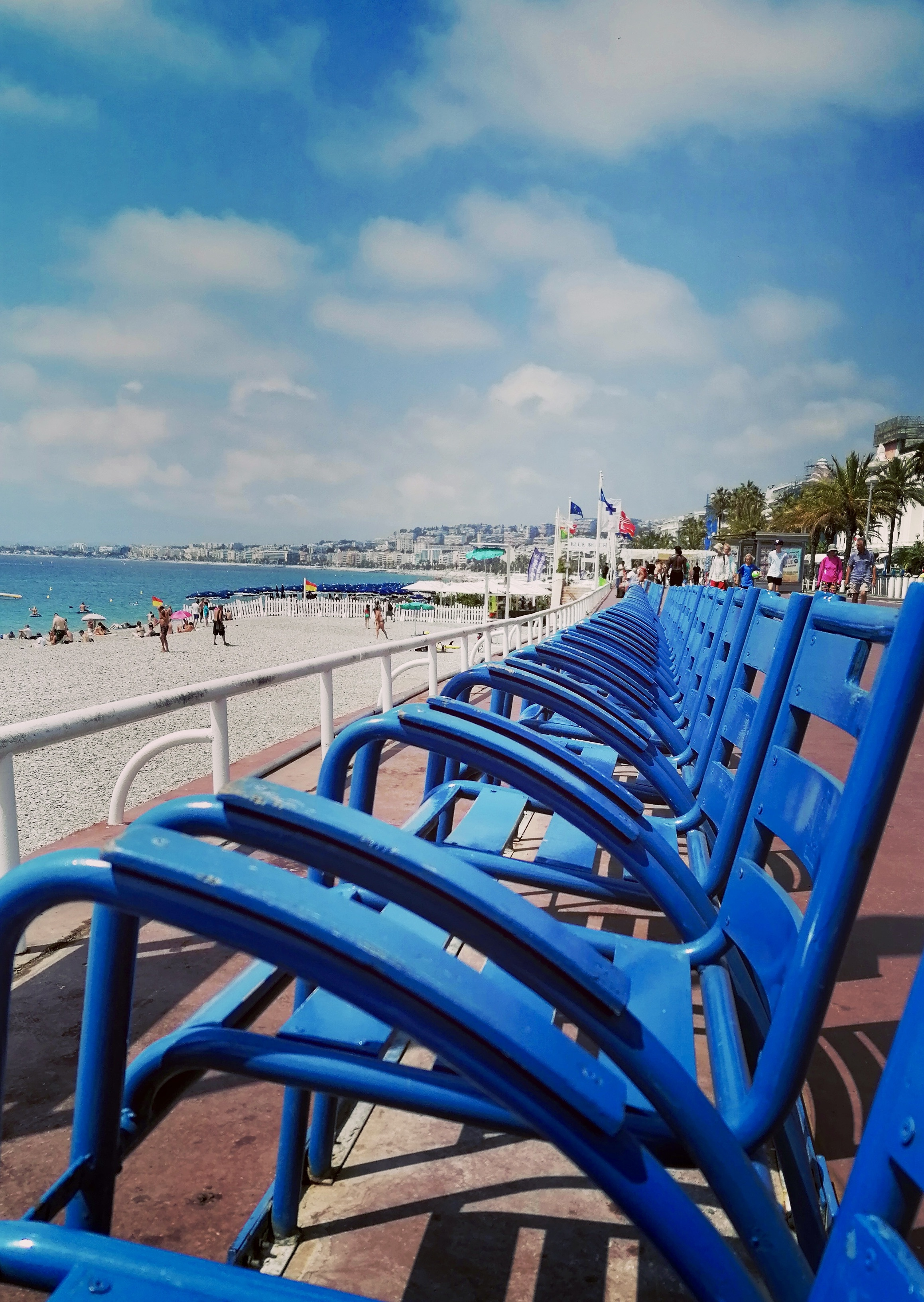
Fauteuil disposant d'accotoirs, portant le nom de chaise Bleue à Nice.